# Arroyo San Miguel
El arroyo San Miguel es un pequeño curso de agua uruguayo y brasileño ubicado en el departamento de Rocha y el Estado de Río Grande del Sur perteneciente a la cuenca hidrográfica de la laguna Merín.
En parte de su recorrido marca el límite entre Brasil y Uruguay, además, unía la laguna Merín con la laguna Negra, pero se modificó su curso, haciendo que el canal Andreoni conecte la laguna Negra con el océano Atlántico.
Sus aguas son usadas fundamentalmente para el cultivo de arroz.